# Taksimó
Taksimó (en buriat i mongol: Таксимо; rus: Таксимо́) és un assentament de tipus urbà de la República de Buriàtia, a la Federació Russa. Està situat a la riba del riu Muia en un altiplà a l'extrem nord-est de la república. Al cens de 2010, tenia 9438 habitants.

## Etimologia
El nom de Taksimó prové de l'idioma evenki i significa tassa o bol, probablement per la seva localització en una vall de l'altiplà del Muia.

## Història
Els buriats que havien emigrat de la zona del riu Txara es van establir a la dècada del 1860, encara que ja hi vivia certa població d'evenkis. El Taksimó modern va començar amb l'establiment de l'exiliat Ivan Barantxéiev, qui havia escapat de Kírensk a la zona minera del Lena durant unes revoltes l'any 1905. Va anar movent-se gradualment per la zona del riu Vitim fins que es va establir a Taksimó el 1910. El seu assentament va esdevenir un punt d'intercanvis comercials per a diligències, a partir del 1920 altres famílies s'hi van establir i es va començar a formar el poble. El 1934 la població ja superava les 1500 persones. Amb la construcció del Ferrocarril Baikal–Amur van incrementar-se els habitants i Taksimó va rebre l'estatus de localitat urbana el 1989.

## Economia
Prop de la població s'hi ha desenvolupat indústria fustera i mineria d'or. La principal importància econòmica de la localitat és la presència del ferrocarril Baikal-Amur. L'estació suposa el final del tram electrificat, corresponent al sector occidental de la línia ferroviària. El poble també disposa d'un aeroport, l'Aeroport de Taksimó. Té connexió per carretera amb les altres poblacions de la línia BAM i amb Bodaibó.

## Galeria

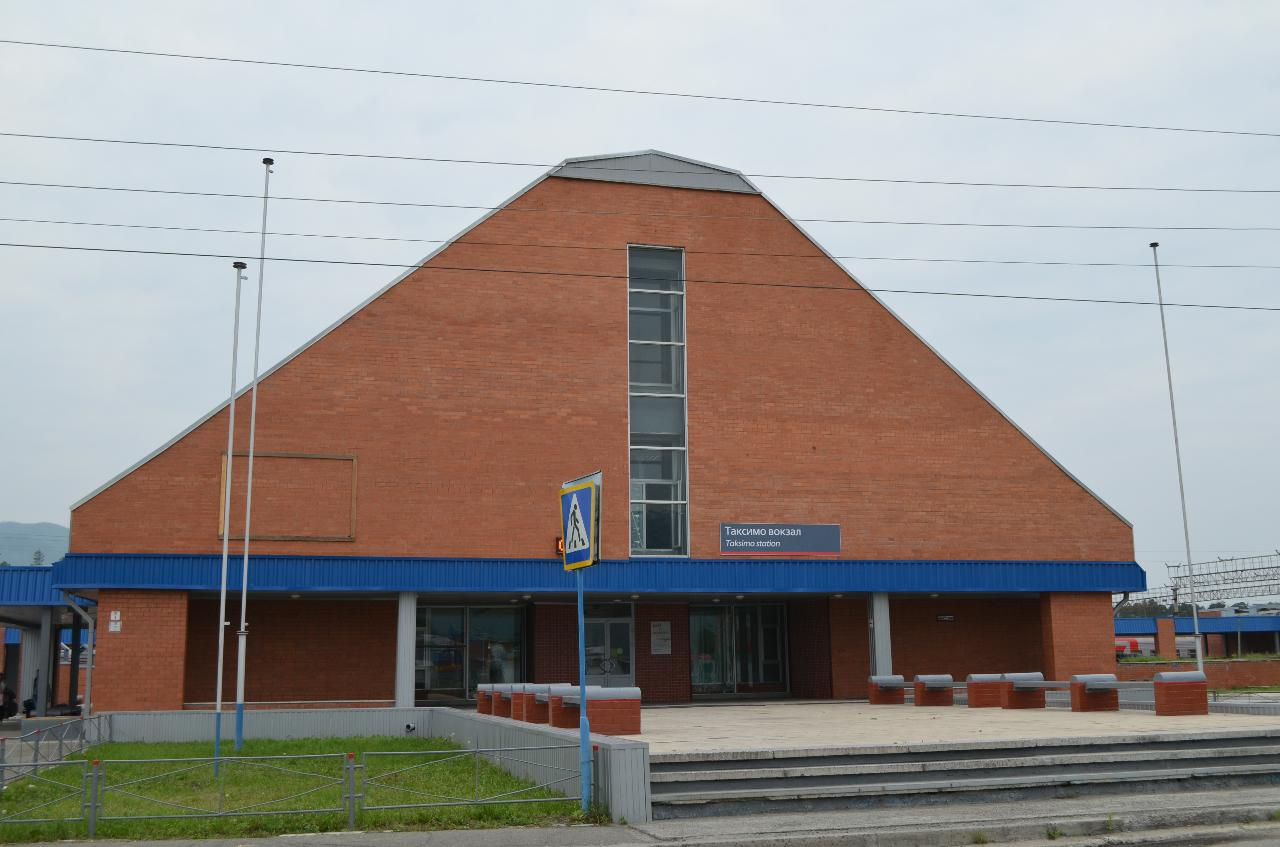
L'estació ferroviària de Taksimó, a la línia BAM
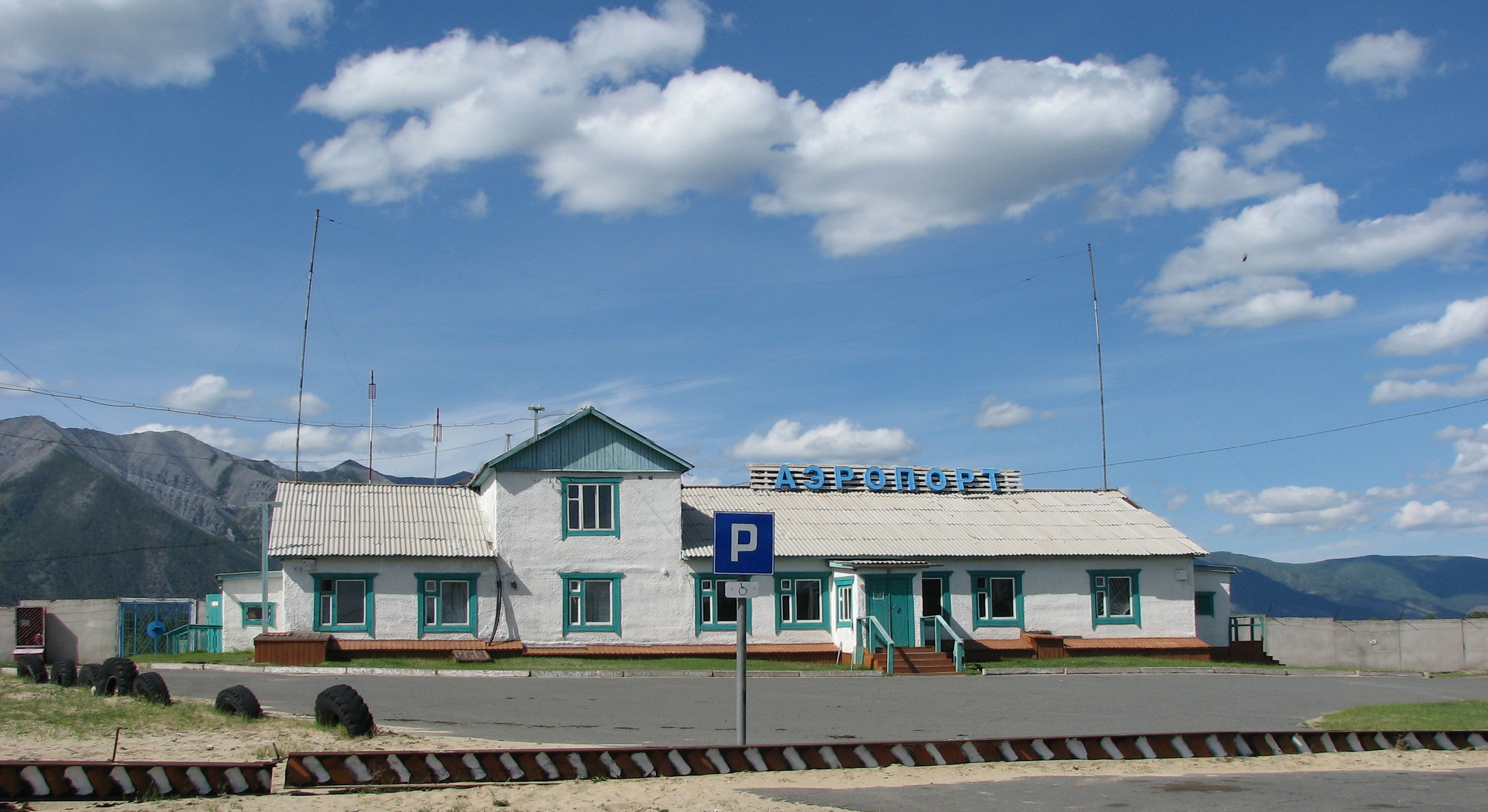
L'Aeroport de Taksimó
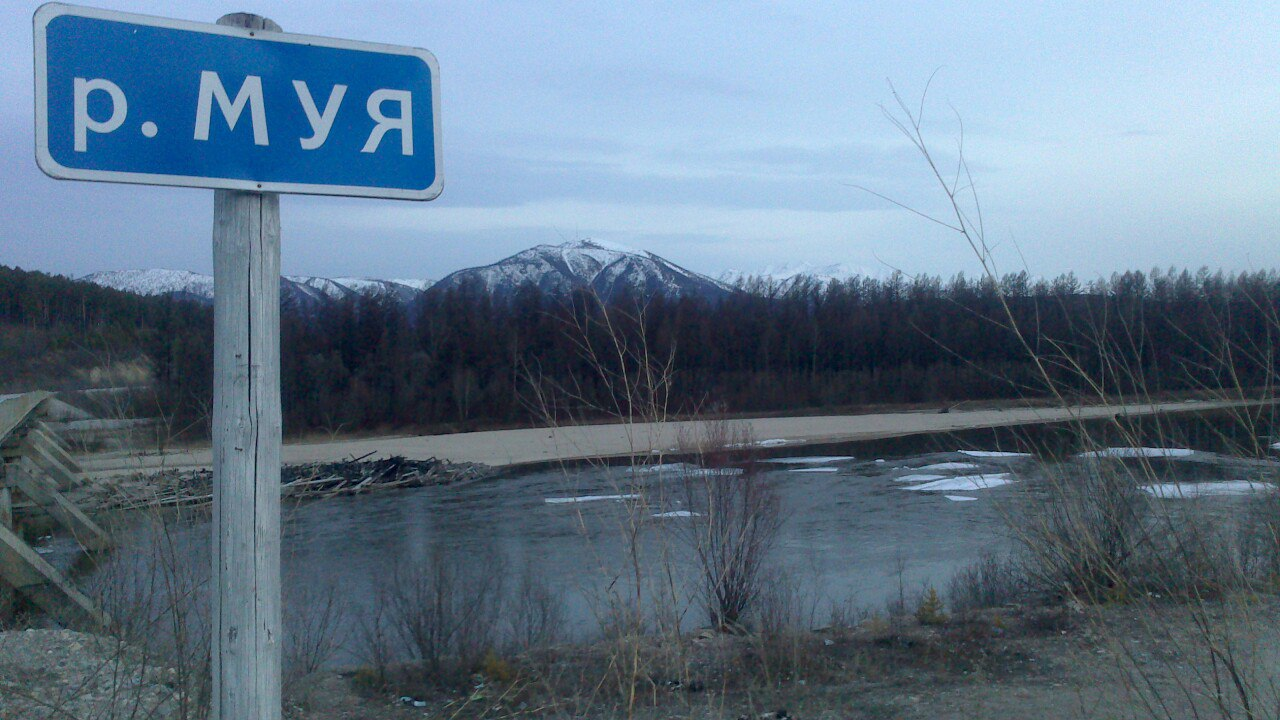
El riu Muia
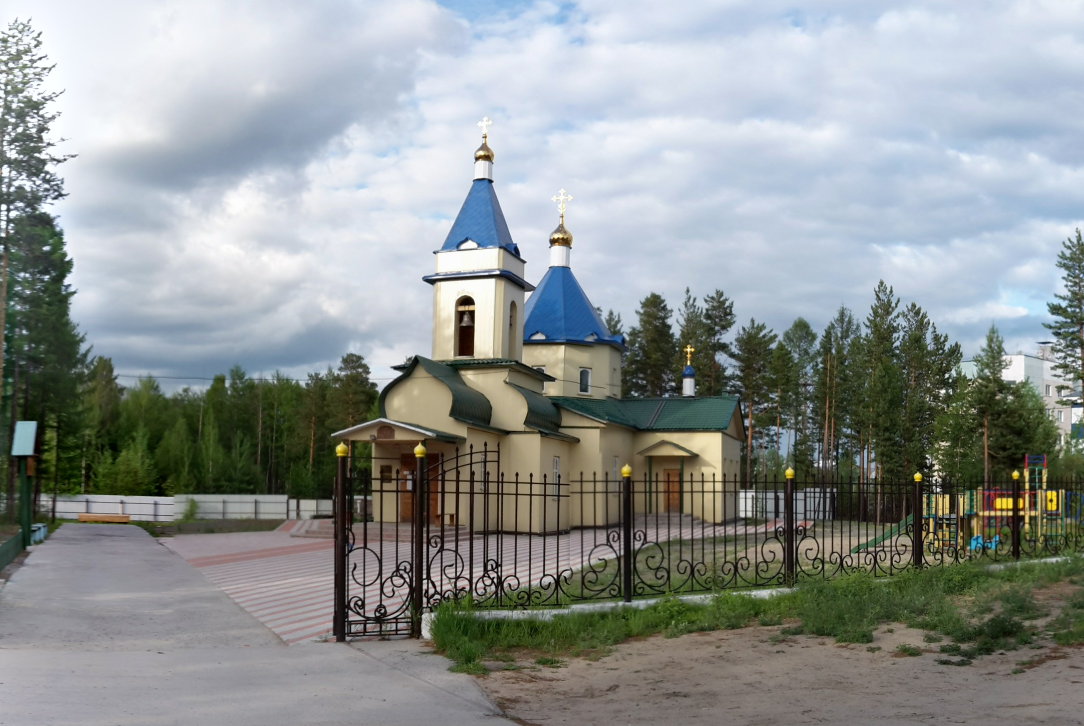
L'església de l'Assumpció
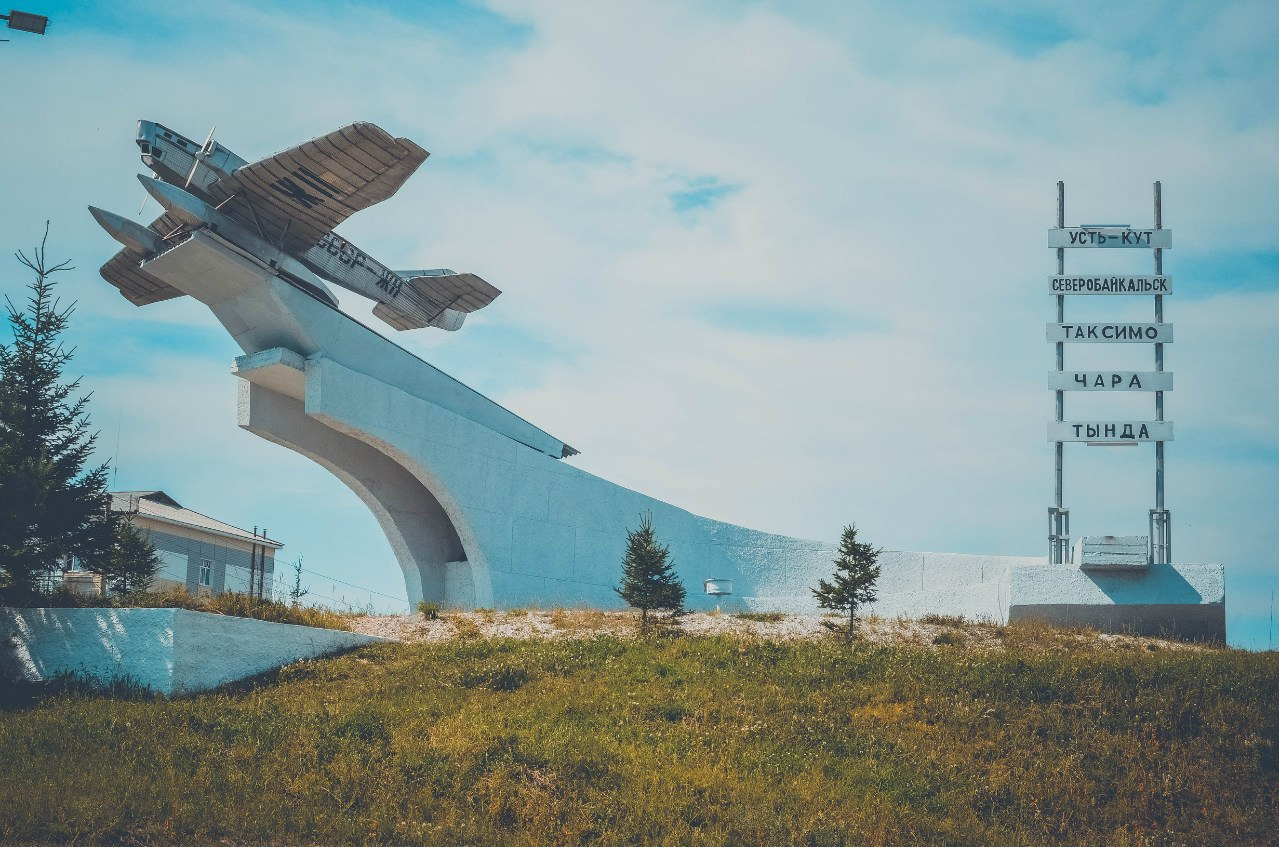
Monument al Túpolev ANT-4 (TB-1)